# Monitoraggio terapeutico dei farmaci
Il monitoraggio terapeutico dei farmaci (inglese: Therapeutic Drug Monitoring) è un processo che consiste nell'utilizzare le concentrazioni dei farmaci nei liquidi biologici, i principi della farmacocinetica e i criteri della farmacodinamica per ottimizzare la terapia farmacologica del singolo individuo, dove per ottimizzare si intende: ridurre i rischi di effetti collaterali, o tossici, ed aumentare, quindi, i benefici dati dal farmaco al paziente.

## Descrizione
Questa ricerca viene svolta poiché si ritiene che ci sia una migliore correlazione tra concentrazione del farmaco nel liquido biologico ed effetti, piuttosto che tra la dose somministrata e gli effetti stessi: solo la prima, infatti, tiene conto della variabile individuale di assorbimento ed eliminazione del farmaco. Non è detto che la dose standard sia quella giusta per un determinato paziente, o che essa sia assorbita allo stesso modo da individuo ad individuo.
La maggior parte dei TDM vengono effettuati su sangue venoso; nel caso del monitoraggio degli antiepilettici, esistono metodiche che permettono il dosaggio del farmaco sulla saliva. Quest'ultimo per via del costo più elevato, si effettua principalmente sui bambini, in quanto il prelievo risulta meno invasivo.
Quando è utile fare il TDM:
- Quando l'intervallo terapeutico è ristretto: il livello di concentrazione terapeutico è molto vicino a quello tossico.
- Quando l'insuccesso della terapia si associa a conseguenze significative (es. rigetto di un organo nel caso del monitoraggio di farmaci immunosoppressivi, usati in pazienti trapiantati) oppure ad effetti tossici gravi.
- Se c'è variabilità cinetica tra gli individui: c'è una diversa biodisponibilità da paziente a paziente (es. con farmaci molto variabili come la ciclosporina e la digossina)
- Per prendere decisioni terapeutiche o consolidarne la validità.
- Per verificare la compliance dei pazienti al trattamento, ovvero il grado in cui un paziente segue le raccomandazioni cliniche del medico: in questo caso si verifica se il paziente assume il farmaco, eseguendo un dosaggio sul sangue venoso.
- In caso di inefficacia della terapia o di effetti collaterali o tossici.
- Quando si modifica il dosaggio per valutare se, una volta raggiunto lo steady state, si sia ancora nel range terapeutico.
- Quando la risposta terapeutica non può essere verificata: ovvero in quei casi, in cui un trattamento farmacologico serve a prevenire un determinato evento (es. nelle terapie antiepilettiche, dove si deve prevenire l'evento, non si può verificare se il farmaco sta facendo effetto o meno, fino a che il paziente subisce una crisi epilettica).
- Quando i pazienti sono in condizioni fisiologiche (es. gravidanza) oppure patologiche (es. insufficienza renale o epatica) tali da poter modificare la cinetica del farmaco in maniera non prevedibile.